# Балашевич, Джордже
Джо́рдже Бала́шевич (серб. Ђорђе Балашевић, 11 мая 1953, Нови-Сад, Сербия — 19 февраля 2021, там же) — сербский поэт-песенник и певец.

## Ранняя биография

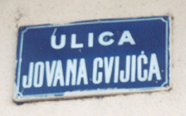

Джордже Балашевич — сын Йована Балашевича, серба по национальности, и Вероники Доленец, наполовину венгерки, наполовину хорватки. У Джордже есть сестра Ясна. Фамилия его деда была Балашев, но, будучи православным христианином и для того чтобы избежать «венгеризации», он в 1971 году изменил свою фамилию на Балашевич.
Джордже родился и вырос на улице Йована Цвиича в городе Нови Сад в Сербии (эту улицу очень хорошо знают все его поклонники и нередко крадут «на память» табличку с названием улицы), где и в дальнейшем жил с женой и тремя детьми. Стихи начал писать ещё в начальной школе. Среднюю школу бросил (не любил такие предметы как математика, физика и химия), но сумел получить диплом о среднем образовании как заочник и сдал вступительный экзамен в университет по географии (он открыто признает, что пошёл туда, где на вступительных экзаменах надо было сдавать географию, а не математику). Однако Балашевич не учился в университете: вместо этого в 1977 году он создал группу «Жетва» («Урожай»).

## Музыкальная карьера

### «Жетва» и «Рани мраз»
Практически сразу «Жетва» выпустила сингл «У раздељак те љубим», тираж которого составил 180000 копий, что по югославским меркам было невероятным успехом.
Однако год спустя Балашевич покинул «Жетву» и вмете с Верикой Тодорович основал группу «Рани мраз» («Ранний Мороз»). Группа впервые выступила на фестивале «Опатия-78» с песней «Моја прва љубав» («Моя первая любовь»). В это время в группу пришли Биляна Крстич и Бора Джорджевич, вместе с ними была записана песня «Рачунајте на нас» («Положитесь на нас»)(написана Балашевичем), песня, прославляющая молодое поколение продолжателей коммунистической революции. Песня стала популярной, стала своего рода гимном поколения.
Спустя несколько месяцев Верика и Бора покинули группу (Бора вскоре создал группу Рибља Чорба), а Биляна и Балашевич записали первый альбом «Мојој мами уместо матурске слике у излогу» (Моей маме вместо фотографии с выпускного бала на витрине).
На музыкальном фестивале «Сплит-79» Балашевич выиграл первый приз с синглом «Панонски морнар» («Паннонский моряк»). За следующие несколько месяцев он 8 раз собирал полный зал белградского «Дома Синдиката» как сольный артист. В 1980-82 годах Балашевич служит в армии в Загребе и Пожареваце, но находит время писать песни для Здравко Чолича и группы «Златна крила».
В конце 1980-х «Рани Мраз» выпустили второй и последний альбом, после чего группа распалась. Альбом вновь подтвердил звездный статус Балашевича и дал миру много незабываемых песен, таких как «Прича о Васи Ладачком» («История о Васе Ладашки») и «Живот је море» («Жизнь — это море»), которые и 20 лет спустя остаются популярными.

### Ранняя сольная карьера
Балашевич начал свою сольную карьеру в 1982 году с альбомом «Pub» («Валет»), который тоже получился великолепным. Спустя некоторое время он сыграл роль в тв-сериале «Поп Ћира и поп Спира». А в последующем туре 1982/83 года Балашевич впервые собрал полный зал белградского «Центра Сава». Его концерты в «Центре Сава» стали его товарной маркой на годы вперед. Следующие два альбома «Целовечерњи The Kid» (1983) и «003» (1985) в дальнейшем имели тот же успех и Балашевич упрочил свою репутацию как поэт-песенник.
Следующий альбом, «Бездан» («Бездна»), выпущенный в 1986 году, стал началом новой вехи в его карьере. Запись была спродюсирована Джордже Петровичем и аранжирована Александром Дуиным. В дальнейшем они стали основой поддерживаемой Балашевичем группы «The Unfuckables» и частью его выступления.
Следующий альбом «У твојим молитвама» («В твоих молитвах») был его первым и последним живым альбомом. Альбом был записан на его концертах в Сараево (зал «Затра»), Загребе («Ледяной Зал» и «Шалана»), Белграде (Центр «Сава») и Нови Саде («Студио М») в 1986 и 1987 годах. Кроме хорошо знакомых песен, в альбом были включены несколько ранее не издаваемых песен, одной из которых была песня «Само да рата не буде» («Только б не было войны»). Главную партию в этой песне исполнял большой детский хор, который вместе с Балашевичем предостерегал людей об угрозе грядущей войны (которая действительно началась через 3 года), провозглашая гимн пацифистов по всей ещё существовавшей Социалистической Федеративной Республике Югославия.
То же ощущение надвигающейся беды доминирует и в его следующем альбоме «Панта реи» (1988). Песня «Requiem» посвящена недавно умершему Иосипу Броз Тито и тем, кого он отождествлял со своими идеалами. Атмосфера альбома мрачная и мучительная, какими и ощущал сам Балашевич наступающие времена.
Известный гитарист Элвис Станич принял участие в записи альбома «Три послератна друга» (1989) («Три фронтовых товарища»). Иосип Кики Ковач присоединился к «The Unfuckables» в альбоме «Марим ја…» («Мне наплевать») (1991).

### Военные годы и после
После начала югославских войн Балашевич оказался в изоляции. Он был вынужден прекратить сотрудничество с хорватскими артистами, такими как Элвис Станич, и темп работы над новым альбомом нарушился. Его следующий альбом, «Један од оних живота» («Одна из тех жизней») (1993) содержит такие песни как «Криви смо ми» («Это наша вина») и «Човек са месецом у очима» («Человек с месяцем в глазах»), которые жестко критиковали и осуждали непрерывную войну.
После долгой паузы Балашевич выпускает альбом «Напослетку» («Напоследок») (1996). Перемена в настроении была очевидной, и оно смогло бы стать более или менее превалирующим во всех его последующих альбомах. В этом альбоме в основном использовались акустические инструменты, доминирующая роль отводилась скрипке, а также широко использовались деревянные духовые инструменты.
Альбом «Деведесете» (2000) стал его наиболее политизированным альбомом. Он занялся обширной критикой существующей политической ситуации в Сербии, открыто высмеивает Слободана Милошевича в песне «Легенда о Геди Глуперди» («Легенда о Геде Идиоте»), критикует полицейских, которые стояли на страже коррупционной системы, разгоняя молодёжные демонстрации, в песне «Плава балада» («Голубая баллада»), с отвращением оглядывается на прошедшие 90-е в песне «Деведесете» («Девяностые») (первая строчка припева звучала так: «Ма, јебите се деведесете»), снабжает молодых демонстрантов гимном «Живети слободно» («Живите свободно»), обращается к своим потерянным друзьям из Хорватии и Боснии в песне «Стих на асвалту» («Стих на асфальте», поет о Загребе), но сохраняет чувство патриотизма в песне «Док гори небо над Новим Садом» («Пока горит небо над Нови Садом», песня о бомбардировке авиацией НАТО города Нови Сад). Этот альбом отчетливо передал атмосферу в Сербии в тот год, когда закончилась власть Слободана Милошевича.
После этого он опять вернулся к романтике. Альбом «Дневник старог момка» («Дневник старого парня») (2001) содержит 12 песен, каждая из которых носит женское имя, и в каждой поется о новой девушке. Балашевич неоднократно утверждал, что и эти девушки, и песни — чистая выдумка, а заглавия песен записаны в форме акростиха «Оља је најбоља» («Оля — лучшая»), (Оля является пседвонимом его жены Оливеры Балашевич).
Его последний альбом «Рани мраз» (2004) продолжает стиль, выбранный в альбомах «Напослетку» и «Дневник старог момка». Его часто критикуют за то, что он занимается плагиатом и пишет песни, похожие одна на другую, но он резко опровергает подобную критику, говоря: «Балашевич должен петь песни Балашевича».

## Музыка
Песни Джордже Балашевича можно разделить на 3 группы:
- Эмоциональные песни (песни о любви и ностальгические песни)
- Политизированные песни
- Иронические песни

Песни первой группы отличаются ностальгией и лирическим настроением. На него оказывали влияние такие поэты, как Мирослав Мика Антич и поэт-песенник Арсен Дедич. Сам Балашевич сознавался, что является должником Арсена Дедича.
Его политические песни несут в себе идеи пацифизма и толерантности, также его часто «обвиняют» в югоностальгии. Он стал известным благодаря своему патриотизму, но не все знают, что он выступал против сербских военачальников и обвинял все про-хорватские и про-боснийские силы, что явилось причиной почти полной изоляции Балашевича в 90-е годы. Его политические позиции также можно проследить и в его альбоме «Деведесете», в котором выразил своё недовольство правительством и войной.

## Концерты
Его концерты всегда очень длинные, длящиеся более 4 часов, проходят почти всегда при полном зале его поклонников, которые добросовестно присутствуют на его концертах везде, где бы они не проходили.
Несмотря на его очень длинные произведения, его поклонники делают все возможное, чтобы он смог петь свои песни публике несколько часов подряд. Также обычными для его концертов являются долгие паузы между песнями с комментированием происходящих событий. Поэтому его концерты более походят на кабаре, нежели на поп-концерты в обычном смысле этого слова.
На его первый послевоенный концерт а Загребе (в «Ледяном зале», вмещающем 10 000 человек) 13 декабря 2002 года все билеты были раскуплены заранее за 3 месяца, а другой концерт был запланирован на следующий день, который также прошёл при полном зале. Небывалый успех для Загреба.
Его традиционные новогодние концерты в зале Центра «Сава» (вмещает 3672 человека) также традиционно проходят при полном аншлаге. В первый раз Балашевич собрал зал Центра «Сава» в сезоне 1982/83, а регулярные новогодние концерты начались в 1986 году, а в 1990-х и 2000-х выступал до 11 вечеров подряд (4 концерта подряд в 1993/94, 10 в 1996/97, 9 в 1997/98, 7 в 1998/99, 11 в 2001/2002). Тот факт, что поет он на сербскохорватском, не мешает ему выступать по всему миру (даже в Сиднее).
5 мая 2012 года, после двенадцатилетнего перерыва, Балашевич выступил с концертом в своем родном городе. На центральной площади Нови Сада и прилегающих улицах собралось свыше 40 тысяч зрителей, как жителей Нови Сада, так и съехавшихся из разных городов бывшей Югославии.
За затянувшуюся на двенадцать лет паузу Балашевич извинился перед жителями Нови Сада словами: «Не всегда просто, когда ты перед знакомыми лицами, дома. Те, что меня не любят, не могут этого скрыть, а те, что любят, не умеют это показать»

## Поклонники
Уже на заре Интернета, в 90-х, поклонники Балашевича сформировали два Интернет фан-клуба, называющиеся «Oaza» и «(не)нормални балашевићевци»(«(не)нормальные балашевичевцы»). Основатель клуба «(не)нормални балашевићевци» пошёл дальше и основал трибьют-группу «(не)нормални бенд», которая первоначально играла на встречах членов клуба, но сейчас (на 2006) активно выступает в Сербии и некоторых других странах, исполняя песни Балашевича.
Балашевич имел огромную армию поклонников во всех бывших югославских республиках. Кроме Сербии, он очень часто гастролирует в Хорватии и Словении. Несмотря на то, что у него большое количество старых фанатов, которые «заразились» его песнями ещё в 80-х, когда Югославия ещё существовала, большинство его поклонников «моложе, чем некоторые его песни», как он любит говорить, и выросли во время войны. В военные годы его не звали в Хорватию из-за его сербского происхождения, но его концерты в словенских городах Любляна и Марибор посещала большая община хорватов (в основном молодёжь), которая часто превосходила в численности словенцев. Его концерты в военное время (такие как концерт в Будапеште 2 апреля 2000 года, который посетили и хорваты, и сербы) стали своего рода демонстрацией способности сербов и хорватов сосуществовать в гармонии.
В данное время небольшая группа людей из Сплита (они называют себя «Оптимисты») стала популярна тем, что путешествовала за Балашевичем на большие расстояния, чтобы посетить его концерты, так как он не мог выступить в их городе. Они стали символом настойчивочти и преданности поклонников Балашевича. И, в конце концов, Балашевич все-таки выступил в Сплите 16 декабря 2004 года.
К тому же, существует фан-клуб в Загребе, называемый «Remokreni».

## Политика
Начиная с одной из его первых песен «Рачунајте на нас» («Положитесь на нас») (1978) Балашевич пишет политизированные песни. Вместе с другим ранним синглом «Три пут сам видео Тита» («Я видел Тито три раза») (1981) они сложили его ранние политические позиции: пан-югославизм, патриотизм и титоизм. Несмотря на это, непримиримые консерваторы обвиняли его в том, что он играет поп-музыку, которая воспринималась как «тлетворное влияние Запада».
Начиная с середины 80-х, в песнях Балашевича появились новые настроения. Грусть и депрессия (особенно в песнях «1987» и «Samo da rata ne bude» (1987), а также в альбоме «Панта реи» (1989)) стали вестниками кровавого распада Югославии, который и произошёл в первой половине 90-х. В песнях и концертных речах того времени Балашевич высказывает свою разочарованность и печаль из-за того, что братоубийственная война стала возможной в Югославии, которой он когда-то так восхищался. Все свои мысли и чувства тогда он запечатлил в своей книге «Три послератна друга»: «Пока мы росли, наибольшей обидой для нас было то, когда нашу Родину называли ненатуральным, искусственным образованием. Когда мы выросли, мы осознали, что это было правдой». Он открыто критиковал негативные и пагубные аспекты смены политической и экономической системы, а также сербский, хорватский и словенский национализм.
В последующие года Балашевич имел серьёзные проблемы с режимом Слободана Милошевича, потому что отказался от службы в армии и перешёл на сторону оппозиции. На своих концертах он часто критиковал и высмеивал Милошевича и других сербских политиков. Давление на него усилилось после бомбардировки войсками НАТО Сербии и Черногории в начале 1999 года, когда его семья перебралась в город Марибор в Словении, но он остался в доме своей семьи в городе Нови Сад, так как не мог покинуть родной город в трудные времена.
В 2000 году он принял участие в демонстрациях во время и после крушения власти Слободана Милошевича.
В 1996 году он стал послом доброй воли управление верховного комиссара ООН по делам беженцев за то, что отстаивал свои антивоенные убеждения во время югославских войн и за то, что был первым сербским артистом, давшим концерт в истерзанном войной Сараево в Боснии и Герцеговине.

## Критика
В 1991 году, когда Хорватия и Словения изъявили желание выйти из состава СФРЮ, он сочинил песню «Блуз за браћу Словенце» («Блюз для братьев-словенцев»), где открыто критиковал словенцев за их планы отделения от Югославии, даже посмеивался над ними. Позже он извинился за эту песню, его семья даже некоторое время жила в Мариборе.
Некоторые его критики утверждают, что в песне «Не ломите ми багрење» (1985) («Не ломайте мои акации») он метафорами выразил своё недовольство албанцами в сербо-албанском конфликте в Косово. Балашевич же отрицает данные предположения, говоря, что это всего лишь песня о любви, и что лишь человек не в здравом уме может увидеть связь между его песней и косовским конфликтом.
Его часто обвиняют в лжи, когда он говорит, что делает музыку не для денег или славы, а для своих поклонников, а деньги, собранные на концертах, не важны для него. Он утверждает, что лишь только печаль и ностальгия приносит ему какой-либо доход.
После распада Югославии Балашевич отказывается исполнять такие песни, как «Рачунајте на нас» («Положитесь на нас») и «Три пут сам видео Тита» («Я видел Тито три раза»), заявляя, что написал эти песни не потому, что хотел написать, а потому, что должен был написать такие песни. Многие увидели в этом заявлении измену своим убеждениям для заполучения поддержки нынешней власти.

## Релизы

### Альбомы
1. Мојој мами уместо матурске слике у излогу (1979) (с «Rani Mraz»)
2. Одлази циркус (1980) (с «Rani Mraz»)
3. Pub (1982)
4. Дугометражни The Kid (1983)
5. 003 (1985)
6. Бездан (1986)
7. У твојим молитвама — Баладе (1987)
8. Panta Rei (1988)
9. Три послератна друга (1989)
10. Марим ја (1991)
11. Један од оних живота (1993)
12. Напослетку (1996)
13. Деведесете (2000)
14. Дневник старог момка (2001)
15. Рани мраз (2004)

### Синглы
1. У раздељак те љубим (1977) (с «Жетва»)
2. Опрости ми, Катрин (1978) (с «Рани Мраз»)
3. Кристифоре, црни сине (1978) (с «Рани Мраз»)
4. Рачунајте на нас (1978) (с «Рани Мраз»)
5. Љубио сам снашу на салашу (1978)
6. Панонски морнар (1979) (с «Рани Мраз»)
7. Први јануар (1979) (с «Рани Мраз»)
8. Марина (1980)
9. Прича о Васи Ладачком (1980)
10. Три пут сам видео Тита (1981)
11. Хеј чаробњаци, сви су вам ђаци (1982)

### Книги
1. Рачунајте на нас — книга стихов
2. И живот иде даље — коллекция «колоннок»
3. Један од оних живота (1997) — роман
4. Додир свиле (1998) — книга стихов
5. Три послератна друга — роман